# Göteborgs stadsdelsnämnder
Göteborgs stadsdelsnämnder var de politiska organ som styrde stadsdelsförvaltningarna. Stadsdelsnämnderna inrättades 1989 och från och med den 1 januari 2011 hade Göteborgs kommun tio stadsdelsnämnder, då en sammanslagning skedde av de tidigare 20 stadsdelsnämnderna. Stadsdelsnämnderna ansvarade för lokal fritidsverksamhet, handikapp- och äldreomsorg, barnomsorg och individ- och familjeomsorg inom det egna stadsdelsnämndsområdet. Varje stadsdelsnämndsområde bestod i sin tur av olika primärområden.
Den 21 november 2019 fattade kommunfullmäktige beslut om att avveckla stadsdelsnämnderna från och med den 1 januari 2021 och vid årsskiftet 2020/2021 ersattes stadsdelsförvaltningarna med sex fackförvaltningar. Stadsdelsnämndsområdena ersattes då av Göteborgs stadsområden.

## Historik
Under 1970-talet påbörjades arbetet med områdesindelningar och försök med kommundelsråd, samt distriktsindelningar av socialtjänst och sjukvård, gjordes. Sedan 1974 har Göteborg haft försöksverksamhet med ökat lokalt inflytande, då de tre första kommundelsråden inrättades. 1978 tillkom en institutionsstyrelse för Frölunda kulturhus, 1982 startades tre kommundelsnämnder och tre distriktsnämnder (en inom skola och två inom fritid) och 1986 inrättades tolv sociala distriktsnämnder. Under samma period inrättades också sju sjukvårdsnämnder. Under 1983 infördes "Primär eller bostadsområden" med fem distrikt. Både distrikts- och primärområdesindelningen har sedan ändrats över tid.
Den 10 september 1987 (Göteborgs kommunala handlingar 1987 nr 360) fattades ett principbeslut om att stadsdelsnämnder skulle införas, och deras ansvarsområden förtydligades 1988 (Göteborgs kommunala handlingar 1988 nr 275). Den 1 januari 1989 tillträdde nämnderna med vardera 11 ledamöter och 6 suppleanter. Övertagandet av ansvar förbereddes under 1989 genom att bland annat göra budget för 1990 samt planer för 1990-92. Den 1 januari 1990 trädde Göteborgs 21 stadsdelsnämnder och lika många stadsdelsförvaltningar i funktion, med ansvar för socialtjänst (barn-, familje-, individ- och äldreomsorg), grundskola, omsorg om utvecklingsstörda samt fritids- och kulturverksamhet. De skulle även fungera som remissinstanser i andra frågor.
Syftet med omorganisationen var att öka det demokratiska inflytandet och ge medborgarna möjlighet till dialog med politikerna i stadsdelsnämnderna, samt att ge god service och nå en ökad effektivitet. Tanken var att decentralisera beslut som främst var av lokal vikt till lokala politiker.
År 1994 genomfördes en uppföljning av stadsdelsnämndsreformen. Slutsatserna var att politikernas kunskap om stadsdelens behov och förutsättningar ökat genom närheten till medborgarna. Däremot hade inte medborgarnas engagemang ökat. En bidragande orsak till detta bedömdes vara att reformen sammanföll med en ekonomisk kris, vilket gjorde att nämnderna främst fick ägna sig åt besparingar, vilket gjorde att politikerna kom i konflikt med medborgarna. Det bedömdes dock att nämnderna klarat besparingarna bra.
År 2002 lades den så kallade Rooseniit-rapporten fram, i vilken stadsdelsnämndernas problem analyserades och förslag för att skapa ekonomisk balans lämnades. Även om en utvärdering av antalet nämnder inte ingick i uppdraget, rekommenderades en minskning av antalet nämnder för att underlätta styrning och samordning. Utifrån rapporten genomfördes ett antal åtgärder för att förbättra personal- och ekonomiprocesserna och införandet av gemensamma IT-system. 2003/2004 genomfördes en översyn av SDN-organisationen, men det uppnåddes ingen politisk enighet om antalet stadsdelsnämnder. En Social resursnämnd inrättades 2007.
Den 1 januari 2010 slogs stadsdelsnämnderna SDN Frölunda och SDN Högsbo ihop och antalet nämnder minskades till 20.
I mars 2018 tog kommunstyrelsen beslut om att ansvaret för folkbiblioteken i stadsdelarna i Göteborg skulle överföras till kulturnämnden. Överföringen skedde 1 april 2019.
Den 1 juli 2018 flyttades ansvaret för grundskola och förskola från stadsdelsnämnderna till två nybildade facknämnder i Göteborgs Stad, grundskolenämnden och förskolenämnden.
Den 21 november 2019 fattade kommunfullmäktige beslut om att avveckla stadsdelsnämnderna från och med den 1 januari 2021.

## Översyn av stadsdelsnämndsorganisationen 2009
I juni 2009 beslöt kommunstyrelsen att tillsätta en politisk arbetsgrupp för att göra en översyn av stadsdelsnämndsorganisationen och i oktober samma år fick stadskansliet i uppdrag att föreslå en ny indelning av organisationen. Syftet var att ge förutsättningar för en högre effektivitet i organisationen. I januari 2010 beslöt kommunfullmäktige i enlighet med utredningens förslag att inrätta tio nya stadsdelsnämnder från och med den 1 januari 2011.
De tidigare 20 stadsdelsnämndernas områden hade mellan 4 500 och 55 000 invånare med ett medeltal på cirka 24 000. De ekonomiska resurserna för de mindre stadsdelsnämnderna ansågs vara ett problem då det gällde administrationens storlek för att möta olika krav. Andra aspekter som beaktades i utredningen var demokratiaspekter, likabehandling av medborgarna, kompetensförsörjning och verksamheternas volymer. Utifrån detta värderades tre alternativ: 15 stadsdelsnämnder, 10–12 stadsdelsnämnder respektive 5 stadsdelsnämnder för att nå jämnstora nämnder. Utredningens slutsats var att alternativet med 15 nya nämnder innebar för liten skillnad mot den tidigare organisationen för att nå den önskade effektiviteten. Alternativet med 5 nämnder skulle medföra för stora organisationer. Därför rekommenderades alternativet med 10–12 nya stadsdelsnämnder. Utifrån ett resonemang om variationer förordades alternativet med 10 stadsdelsnämnder. De tio nya stadsdelsnämndernas områden hade invånarantal på mellan 38 000 och 61 000 invånare.

## Ny nämndorganisation 2021
Vid årsskiftet 2020/2021 avvecklades de tio stadsdelsnämnderna och social resursförvaltning och ersattes med sex fackförvaltningar, Bakgrunden var bland annat att genom omorganisationen år 2018, då grundskolan och förskolan flyttades till egna nämnder, försvann omkring 40 % av stadsdelsförvaltningarnas verksamhet. En utredning om stadsdelsförvaltningarnas framtid och övergång till facknämnder, som byggde på målgrupper istället för geografi, tillsattes. I november 2019 beslöt kommunfullmäktige att från och med år 2021 gå över från stadsdelsnämnder till facknämnder, samt att avveckla social resursnämnd, vars uppdrag varit att stödja stadsdelsförvaltningarna med verksamhet och kompetens på det sociala området. Syftet med omorganisationen var "för en mer likvärdig och effektiv välfärd", oavsett var i kommunen medborgarna bor, samt att möjliggöra rationaliseringar och effektiviseringar.
De sex nya förvaltningarna är:
- Förvaltningen för funktionsstöd
- Socialförvaltningen Centrum
- Socialförvaltningen Hisingen
- Socialförvaltningen Nordost
- Socialförvaltningen Sydväst
- Äldre samt vård- och omsorgsförvaltningen

Viss verksamhet i stadsdelsförvaltningarna och social resursförvaltning fördes över till redan befintliga facknämnder:
- Kulturskolan överfördes till grundskolenämnden
- Tillståndsenheten överfördes till miljö- och klimatnämnden
- Stora delar av måltid, lokalvård och vaktmästeri överfördes till grundskolenämnden och förskolenämnden
- Medborgarkontoren överfördes till nämnden för konsument- och medborgarservice
- Kulturhusen överfördes till kulturnämnden

### Stadsområden
I samband med avvecklingen av stadsdelsnämnderna infördes fyra stadsområden (SO), som huvudsakligen är en sammanslagning av de tidigare stadsdelsnämndsområdena, med undantag för en justering av industriområdet mellan Säveån och E20, som tidigare tillhörde stadsdelsnämnden Örgryte–Härlanda, men överfördes till SO Nordost.
| Stadsområde med nummer (SO) | Stadsdelsnämnder (SDN)                       |
| --------------------------- | -------------------------------------------- |
| 1 Nordost                   | Angered och Östra Göteborg*                  |
| 2 Centrum                   | Centrum, Majorna–Linné och Örgryte–Härlanda* |
| 3 Sydväst                   | Askim–Frölunda–Högsbo och Västra Göteborg    |
| 4 Hisingen                  | Lundby, Norra Hisingen och Västra Hisingen   |

*Industriområdet mellan Säveån och E20, tillhörde tidigare stadsdelsnämnden Örgryte–Härlanda, men överfördes till SO Nordost.

#### Stadsområde 1 Nordost
Stadsområde Nordost omfattar primärområdena Angereds Centrum, Agnesberg, Bergum, Eriksbo, Gamlestaden, Gårdstensberget, Gunnilse, Hammarkullen, Hjällbo, Linnarhult, Lövgärdet, Norra Kortedala, Rannebergen, Södra Kortedala, Utby, Västra Bergsjön och Östra Bergsjön. Det är en sammanslagning av de tidigare stadsdelsnämndsområdena Angered och Östra Göteborg.
Nyckeltalen redovisar statistik som beskriver Göteborg och dess 96 delområden, primärområden, per den 31 december och kan användas för att jämföra de olika områdena. Nedan redovisas uppgifter för primärområdet och jämförelse görs mot uppgifterna för hela kommunen.
|                                                           | Nordost    | Hela Göteborg |
| --------------------------------------------------------- | ---------- | ------------- |
| Folkmängd                                                 | 106 685    | 587 549       |
| Befolkningsförändring 2020–2021                           | +423       | +4 493        |
| Andel födda i utlandet                                    | 49,2 %     | 28,3 %        |
| Andel utrikes födda eller med två utrikes födda föräldrar | 69,5 %     | 38,1 %        |
| Medelinkomst                                              | 242 800 kr | 332 400 kr    |
| Arbetslöshet                                              | 13,1 %     | 6,6 %         |
| Antal ersatta dagar från F-kassan per person (16-64 år)   | 23,9       | 19,5          |
| Andel med eftergymnasial utbildning (minst 3 år)          | 22,2 %     | 37,9 %        |
| Andel bostäder byggda 1961–1970                           | 30,2 %     |               |
| Andel bostäder i allmännyttan                             | 47,4 %     | 25,9 %        |
| Antal färdigställda bostäder 2021                         | 861        |               |
| Andel bostäder i småhus                                   | 16,8 %     | 18,3 %        |

#### Stadsområde 2 Centrum
Stadsområde Centrum omfattar primärområdena Annedal, Bagaregården, Björkekärr, Guldheden, Haga, Heden, Härlanda, Inom Vallgraven, Johanneberg, Kallebäck, Krokslätt, Kungsladugård, Kålltorp, Kärralund, Landala, Lorensberg, Lunden, Majorna, Masthugget, Olivedal, Olskroken, Redbergslid, Sanna, Skår, Stampen, Stigberget, Torpa, Vasastaden, Änggården och Överås. Det är en sammanslagning av de tidigare stadsdelsnämndsområdena Centrum, Majorna-Linné och Örgyte-Härlanda.
Nyckeltalen redovisar statistik som beskriver Göteborg och dess 96 delområden, primärområden, per den 31 december och kan användas för att jämföra de olika områdena. Nedan redovisas uppgifter för primärområdet och jämförelse görs mot uppgifterna för hela kommunen.
|                                                           | Centrum    | Hela Göteborg |
| --------------------------------------------------------- | ---------- | ------------- |
| Folkmängd                                                 | 191 408    | 587 549       |
| Befolkningsförändring 2020–2021                           | +838       | +4 493        |
| Andel födda i utlandet                                    | 18,7 %     | 28,3 %        |
| Andel utrikes födda eller med två utrikes födda föräldrar | 23,7 %     | 38,1 %        |
| Medelinkomst                                              | 350 200 kr | 332 400 kr    |
| Arbetslöshet                                              | 4,1 %      | 6,6 %         |
| Antal ersatta dagar från F-kassan per person (16-64 år)   | 17,4       | 19,5          |
| Andel med eftergymnasial utbildning (minst 3 år)          | 48,1 %     | 37,9 %        |
| Andel bostäder byggda 1941–1950                           | 36,7 %     |               |
| Andel bostäder i allmännyttan                             | 22,5 %     | 25,9 %        |
| Antal färdigställda bostäder 2021                         | 1 404      |               |
| Andel bostäder i småhus                                   | 4,6 %      | 18,3 %        |

#### Stadsområde 3 Sydväst
Stadsområde Sydväst omfattar primärområdena Askim, Billdal, Bratthammar, Fiskebäck, Flatås, Frölunda Torg, Grevegården, Grimmered, Guldringen, Hagen, Hovås, Högsbo, Högsbohöjd, Högsbotorp, Järnbrott, Kannebäck, Långedrag, Kaverös, Näset, Ruddalen, Skattegården, Södra Skärgården, Tofta, Ängås och Önnered. Det är en sammanslagning av de tidigare stadsdelsnämndsområdena Askim-Frölunda-Högsbo och Västra Göteborg.
Nyckeltalen redovisar statistik som beskriver Göteborg och dess 96 delområden, primärområden, per den 31 december och kan användas för att jämföra de olika områdena. Nedan redovisas uppgifter för primärområdet och jämförelse görs mot uppgifterna för hela kommunen.
|                                                           | Sydväst    | Hela Göteborg |
| --------------------------------------------------------- | ---------- | ------------- |
| Folkmängd                                                 | 121 605    | 587 549       |
| Befolkningsförändring 2020–2021                           | +1 649     | +4 493        |
| Andel födda i utlandet                                    | 20,9 %     | 28,3 %        |
| Andel utrikes födda eller med två utrikes födda föräldrar | 28,0 %     | 38,1 %        |
| Medelinkomst                                              | 379 100 kr | 332 400 kr    |
| Arbetslöshet                                              | 5,3 %      | 6,6 %         |
| Antal ersatta dagar från F-kassan per person (16-64 år)   | 19,4       | 19,5          |
| Andel med eftergymnasial utbildning (minst 3 år)          | 41,2 %     | 37,9 %        |
| Andel bostäder byggda 1961–1970                           | 43,1 %     |               |
| Andel bostäder i allmännyttan                             | 22,3 %     | 25,9 %        |
| Antal färdigställda bostäder 2021                         | 1 398      |               |
| Andel bostäder i småhus                                   | 36,7 %     | 18,3 %        |

#### Stadsområde 4 Hisingen
Stadsområde Hisingen omfattar primärområdena Arendal, Backa, Björlanda, Brunnsbo, Eriksberg, Hjuvik, Jättesten, Kvillebäcken, Kyrkbyn, Kärra, Kärrdalen, Lindholmen, Länsmansgården, Nolered, Norra Biskopsgården, Rambergsstaden och Rödbo, Skogome, Skälltorp, Slättadamm, Svartedalen, Säve, Södra Biskopsgården och Tuve. Det är en sammanslagning av de tidigare stadsdelsnämndsområdena Lundby, Norra Hisingen och Västra Hisingen.
Nyckeltalen redovisar statistik som beskriver Göteborg och dess 96 delområden, primärområden, per den 31 december och kan användas för att jämföra de olika områdena. Nedan redovisas uppgifter för primärområdet och jämförelse görs mot uppgifterna för hela kommunen.
|                                                           | Hisingen   | Hela Göteborg |
| --------------------------------------------------------- | ---------- | ------------- |
| Folkmängd                                                 | 166 367    | 587 549       |
| Befolkningsförändring 2020–2021                           | +1 470     | +4 493        |
| Andel födda i utlandet                                    | 30,9 %     | 28,3 %        |
| Andel utrikes födda eller med två utrikes födda föräldrar | 41,8 %     | 38,1 %        |
| Medelinkomst                                              | 333 400 kr | 332 400 kr    |
| Arbetslöshet                                              | 6,5 %      | 6,6 %         |
| Antal ersatta dagar från F-kassan per person (16-64 år)   | 19,2       | 19,5          |
| Andel med eftergymnasial utbildning (minst 3 år)          | 32,9 %     | 37,9 %        |
| Andel bostäder byggda 1951–1960                           | 18,9 %     |               |
| Andel bostäder i allmännyttan                             | 21,1 %     | 25,9 %        |
| Antal färdigställda bostäder 2021                         | 1 522      |               |
| Andel bostäder i småhus                                   | 26,4 %     | 18,3 %        |

## Stadsdelsnämndernas och stadsdelsförvaltningarnas organisation

### Stadsdelsnämndernas sammansättning
Stadsdelsnämnderna var de politiska organ som styrde stadsdelsförvaltningarna och bestod av politiker utsedda av kommunfullmäktige. Varje nämnd hade elva ledamöter och elva ersättare och sammansättningen återspeglade valresultatet i senaste kommunalvalet.

### Stadsdelsförvaltningarnas och stadsdelsnämndernas ansvarsområden
Stadsdelsförvaltningarna arbetade på uppdrag av de politiska stadsdelsnämnderna för att ge kommunmedborgarna service inom områdena socialtjänst, stöd och service till vissa funktionshindrade, fritidsverksamhet, kulturverksamhet, kommunal hälso- och sjukvårdsverksamhet, flyktingverksamhet samt folkhälsa. Vissa stadsdelsnämnder ansvarade för hela staden vad gäller samordning, planering och fördelning av bostäder med särskild service, korttidsverksamhet och sysselsättning och daglig verksamhet till personer med funktionshinder samt initiera och driva metod- och kompetensutveckling inom stadsdelarnas verksamhet för funktionshindrade, samordning av palliativ vård och serveringstillstånd.

## Stadsdelsnämnder från 1 januari 2011 till och med 31 december 2020

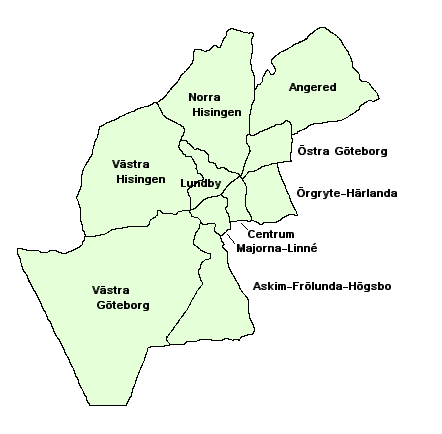
Karta över Göteborgs stadsdelsnämnder under perioden 1 januari 2011 – 31 december 2020.

### Angered
Stadsdelsnämnden Angered omfattade primärområdena Angereds Centrum, Agnesberg, Bergum, Eriksbo, Gårdstensberget, Gunnilse, Hammarkullen, Hjällbo, Linnarhult, Lövgärdet och Rannebergen och var en sammanslagning av de tidigare stadsdelsnämnderna Gunnared och Lärjedalen.

### Askim-Frölunda-Högsbo
Stadsdelsnämnden Askim-Frölunda-Högsbo omfattade primärområdena Askim, Billdal, Flatås, Frölunda Torg, Hovås, Högsbo, Högsbohöjd, Högsbotorp, Järnbrott, Kaverös, Ruddalen och Tofta och var en sammanslagning av de tidigare stadsdelsnämnderna Askim, Frölunda och Högsbo.
Stadsdelsnämnden hade kommunövergripande ansvar för palliativ vård inom ramen för hospiceverksamheten och för kommunens behov av tolkar.

### Centrum
Stadsdelsnämnden Centrum omfattade primärområdena Guldheden, Heden, Inom Vallgraven, Johanneberg, Krokslätt, Landala, Lorensberg, Stampen och Vasastaden och blev oförändrad vid omorganisationen.

### Lundby
Stadsdelsnämndsområdet Lundby omfattade primärområdena Eriksberg, Kvillebäcken, Kyrkbyn, Kärrdalen, Lindholmen, Rambergsstaden och Slättadamm och blev oförändrad vid omorganisationen.

### Majorna-Linné
Stadsdelsnämnden Majorna-Linné omfattade primärområdena Annedal, Haga, Kungsladugård, Majorna, Masthugget, Olivedal, Sanna, Stigberget och Änggården och var en sammanslagning av de tidigare stadsdelsnämnderna Majorna och Linnéstaden.
Stadsdelsnämnden handlade kommunövergripande ärenden rörande serveringstillstånd av starkare drycker än öl.

### Norra Hisingen
Stadsdelsnämnden Norra Hisingen omfattade primärområdena Backa, Brunnsbo, Kärra, Rödbo, Skogome, Skälltorp, Säve och Tuve och var en sammanslagning av de tidigare stadsdelsnämnderna Backa, Kärra-Rödbo och Tuve-Säve.

### Västra Göteborg
Stadsdelsnämnden Västra Göteborg omfattade primärområdena Bratthammar, Fiskebäck,
Grevegården, Grimmered, Guldringen, Hagen, Kannebäck, Långedrag, Näset, Skattegården, Södra Skärgården, Ängås och Önnered och var en sammanslagning av stadsdelsnämnderna Södra Skärgården, Tynnered och Älvsborg.
Stadsdelsnämnden hade kommunövergripande ansvarar för handläggning av ärenden rörande förhandsbesked till personer med funktionshinder enligt Socialtjänstlagen samt Lagen om stöd och service till vissa funktionshindrade.

### Västra Hisingen
Stadsdelsnämnden Västra Hisingen omfattade primärområdena Arendal, Björlanda, Hjuvik, Jättesten, Länsmansgården, Nolered, Norra Biskopsgården, Svartedalen och Södra Biskopsgården och var en sammanslagning av stadsdelsnämnderna Biskopsgården och Torslanda.

### Örgryte-Härlanda
Stadsdelsnämnden Örgryte-Härlanda omfattade primärområdena Bagaregården, Björkekärr, Härlanda, Kallebäck, Kålltorp, Kärralund, Lunden, Olskroken, Redbergslid, Skår, Torpa och Överås. Den var ett resultat av en sammanslagning av de tidigare stadsdelsnämnderna Örgryte och Härlanda 2011.

### Östra Göteborg
Stadsdelsnämnden Östra Göteborg omfattade primärområdena Gamlestaden, Norra Kortedala, Södra Kortedala, Utby, Västra Bergsjön och Östra Bergsjön och var en sammanslagning av de tidigare stadsdelsnämnderna Bergsjön och Kortedala.

## Stadsdelsnämnder före 1 januari 2011
Göteborgs kommun hade före 1 januari 2010 21 stycken stadsdelsnämnder (SDN), då SDN Frölunda och SDN Högsbo slogs samman till SDN Frölunda-Högsbo.
| - SDN Askim - SDN Backa - SDN Bergsjön - SDN Biskopsgården - SDN Centrum - SDN Frölunda - SDN Gunnared | - SDN Härlanda - SDN Högsbo - SDN Kortedala - SDN Kärra-Rödbo - SDN Linnéstaden - SDN Lundby - SDN Lärjedalen | - SDN Majorna - SDN Södra Skärgården - SDN Torslanda - SDN Tuve-Säve - SDN Tynnered - SDN Älvsborg - SDN Örgryte |

### Fotnoter
1. 1 2  Arne Larsson (21 november 2019). ”Historiskt beslut i fullmäktige – stadsdelsnämnderna avvecklas”. Göteborgs-Posten. https://www.gp.se/nyheter/g%C3%B6teborg/historiskt-beslut-i-fullm%C3%A4ktige-stadsdelsn%C3%A4mnderna-avvecklas-1.20637675. Läst 15 december 2019.
2. ↑  Stadsdelsnämnder i Göteborg: på väg… redaktör: Lennart Rosén, Informationsavdelningen vid Göteborgs stadskansli, 1987, s. 4
3. ↑  Göteborgs kommunalkalender 1984, [årgång 56], Gunnar Bergsten, utgiven av Göteborgs Stadskansli 1984, s. 460
4. ↑  Göteborg: Indelning i primärområden och basområden år 1985, Stadsbyggnadskontoret i Göteborg 1985
5. ↑  Göteborgs kommunalkalender 1990, [årgång 62], Lise Blomqvist, utgiven av Göteborgs Stadskansli 1990, s. 50
6. 1 2 3  Tjänsteutlåtande, bilaga 4, s. 6-7
7. 1 2  Tjänsteutlåtande, bilaga 4, s. 21
8. ↑  ”Information om överföring av biblioteken till kulturnämnden”. https://intranat.goteborg.se/wps/portal/int?uri=gbglnk:20181112154144541. Läst 3 augusti 2020.
9. ↑  Presskontakt; Grundskoleförvaltningen, Kommunikationschef-; Mauiribye.swahtumauzn@ragrvduncddsqfkogdlapd.gldotitebguorwng.ruseot; 031-365 11 37. ”Ny grundskoleförvaltning i Göteborg”. Mynewsdesk. https://www.mynewsdesk.com/se/goteborgsstad/pressreleases/ny-grundskolefoervaltning-i-goeteborg-2569173. Läst 3 augusti 2020.
10. ↑  Presskontakt; Kommunikatör; Förskoleförvaltningen; Sokvfidaa.hfgrkmymweerpm@fwzorfjskvnoldra.qwgoktteqybonnrgdk.sqzemq; 031-365 10 81; 072-856 75 07. ”Ny förskoleförvaltning i Göteborg”. Mynewsdesk. https://www.mynewsdesk.com/se/goteborgsstad/pressreleases/ny-foerskolefoervaltning-i-goeteborg-2566775. Läst 3 augusti 2020.
11. ↑  Tjänsteutlåtande, s. 2
12. 1 2  Kommunfullmäktige 2010-01-28, § 17
13. ↑  Tjänsteutlåtande, bilaga 4, s. 8
14. ↑  Tjänsteutlåtande, bilaga 4, s. 9–16
15. ↑  Tjänsteutlåtande, bilaga 4, s. 20–21
16. ↑  Tjänsteutlåtande, bilaga 4, s. 23
17. ↑  Befolkningsdata och sociala indikatorer
18. 1 2 3  ”Ny nämndorganisation 2021”. Göteborgs Stad. Arkiverad från originalet den 7 januari 2021. https://web.archive.org/web/20210107104833/https://goteborg.se/wps/portal/start/kommun-o-politik/kommunens-organisation/kommunens-organisation-ny/ny-namndorganisation-2021?uri=gbglnk:20206284330566. Läst 31 december 2020.
19. ↑  ”Områdesindelningar”. Statistik och analys. Göteborgs stad. https://goteborg.se/wps/portal/enhetssida/statistik-och-analys/geografi/omradesindelningar. Läst 31 december 2020.
20. ↑  Göteborgsbladet 2022. Statistik och Analys, Göteborgs stadsledningskontor.
21. ↑  Göteborgsbladet 2022. Statistik och Analys, Göteborgs stadsledningskontor.
22. ↑  Göteborgsbladet 2022. Statistik och Analys, Göteborgs stadsledningskontor.
23. ↑  Göteborgsbladet 2022. Statistik och Analys, Göteborgs stadsledningskontor.
24. ↑  Göteborgs Stad SDN Angereds uppdrag
25. 1 2 3 4  Tjänsteutlåtande, bilaga 1, s. 6-9
26. ↑  Stadsdelar och primärområden innan 1 januari 2011